# Safair
Safair und ihre Tochtergesellschaft FlySafair sind eine südafrikanische Charter- sowie eine Billigfluggesellschaft mit Sitz in Kempton Park und Basis auf dem Flughafen O. R. Tambo.

## Geschichte

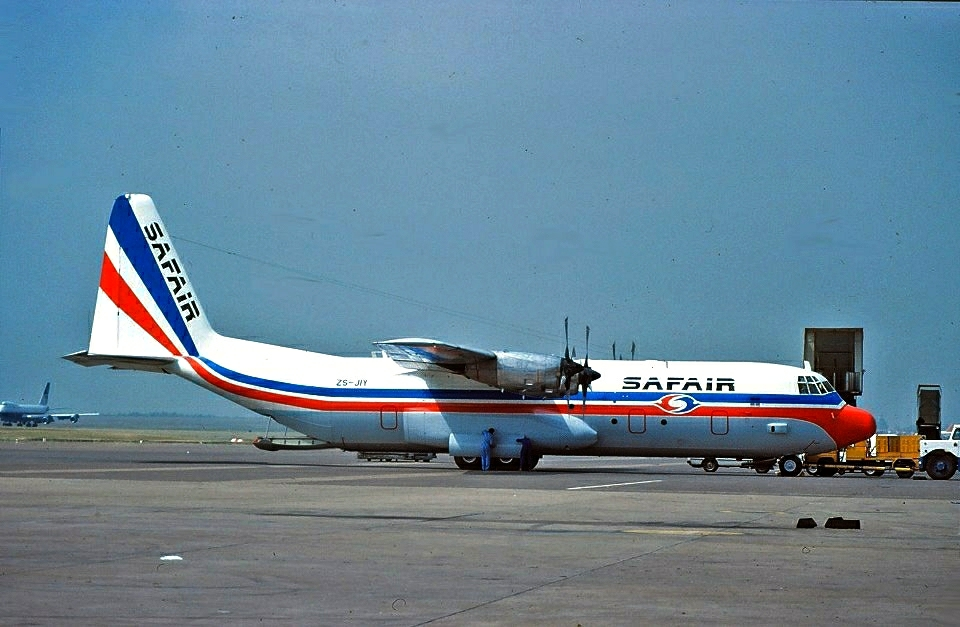
Lockheed L-100 Hercules der Safair

Safair wurde im März 1969 von der Reederei Safmarine gegründet und begann am 18. März 1970 mit dem Flugbetrieb.
Bis in die 1990er-Jahre bediente sie den lokalen und regionalen Frachtmarkt. 1998 spezialisierte sie sich auf Flugzeugwartungen und Übernachtkurierdienste, danach konzentrierte man sich auf Leasing- und Chartergeschäfte. 1998 erwarb Safair 49 % der irischen Frachtfluggesellschaft Air Contractors und wurde im Dezember des Jahres für 40 Millionen US-Dollar selbst durch Imperial Holdings übernommen, zu der auch die Frachtfluggesellschaft Imperial Air Cargo gehört. 1999 übernahm Safair die Kontrolle über die südafrikanischen Charterfluggesellschaft National Airways und das Handelsunternehmen Streamline Aviation.
Ein geplanter Zusammenschluss mit Airlink wurde im Oktober 2018 abgesagt.
Ende September 2022 wurde eine neue Corporate Identity vorgestellt.

## Flugziele
Safair bietet Charterflüge, Flugzeug-Leasing und Handel von Flugzeugen, Vertragsflüge und Leasingservice, Flugpersonalleasing und -ausbildung, Flugzeugüberholungen und -umbauten, Luftfahrt-, Sicherheits- und medizinische Ausbildung sowie Betriebsunterstützung an.

## Flotte

### Aktuelle Flotte
Mit Stand Juli 2024 besteht die Flotte der Safair aus 2 Flugzeugen mit einem Durchschnittsalter von 34,0 Jahren:

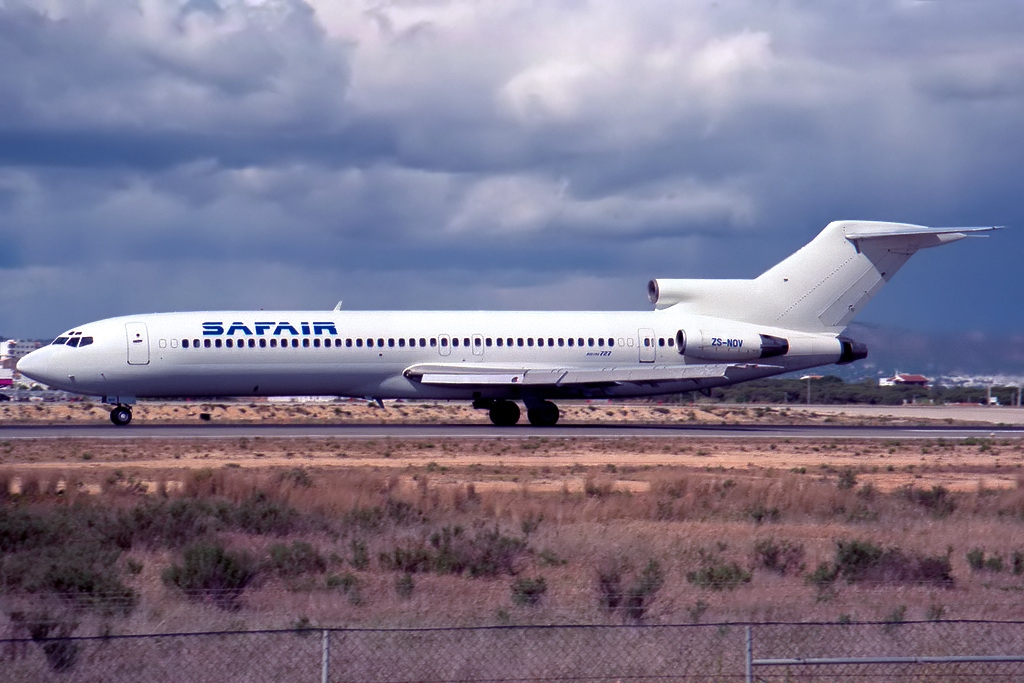
Boeing 727-230 der Safair, ehemals Lufthansa
D-ABKL

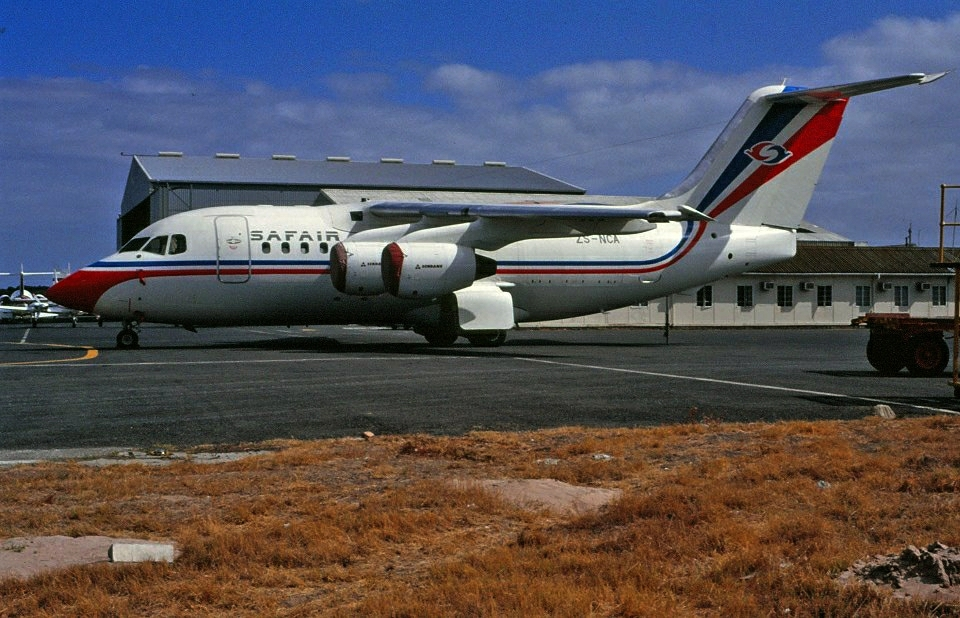
British Aerospace 146-100QT der Safair

| Flugzeugtyp    | aktiv | bestellt | Anmerkungen | Alter      |
| -------------- | ----- | -------- | ----------- | ---------- |
| Boeing 737-300 | 1     |          |             | 37,0 Jahre |
| Boeing 737-400 | 1     |          |             | 30,9 Jahre |
| Gesamt         | 2     |          |             | 34,0 Jahre |

### Ehemalige Flugzeugtypen
Im Laufe ihres Bestehens betrieb Safair auch folgende Flugzeugtypen:
- ATR 72
- Beechcraft 1900D
- Boeing 707-320
- Boeing 727-100
- Boeing 727-200
- Boeing 737-200
- British Aerospace 146-100QT
- British Aerospace 146-200QC
- CASA CN-235
- Convair 580
- Lockheed L-100-20 Hercules
- Douglas DC-9-81
- Douglas DC-9-82

## FlySafair

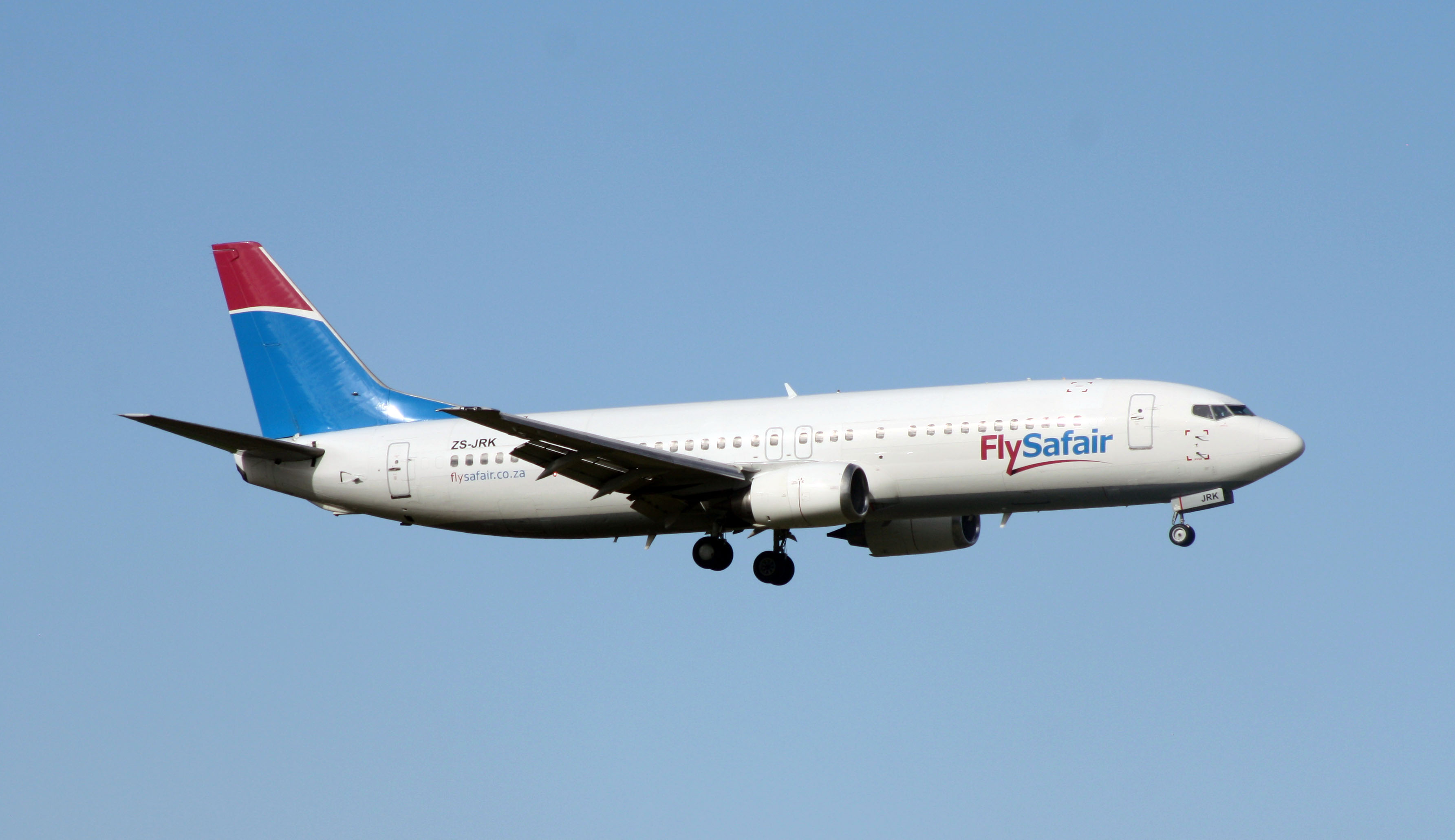
Boeing 737-400 der FlySafair

Unter der Marke FlySafair werden Billigflüge durchgeführt.

### Geschichte
FlySafair wurde 2013 gegründet. Der Erstflug fand am  16. Oktober 2014 mit einer Boeing 737-400 statt.
Anfang 2023 war FlySafair mit einem Sitzplatzanteil von 60 Prozent die größte Fluggesellschaft in Südafrika.

### Flugziele
FlySafair bietet nationale Flüge von und zu sieben Flughäfen in sechs Städten Südafrikas an, dazu wird auch Mauritius angeflogen. 2023 ist die Neuaufnahme von Verbindungen nach Harare in Simbabwe, Windhoek in Namibia und Sansibar geplant.

### Flotte
Mit Stand Juli 2024 besteht die Flotte der Safair aus 33 Flugzeugen mit einem Durchschnittsalter von 19,9 Jahren:
| Flugzeugtyp    | aktiv | bestellt | Anmerkungen | Sitzplätze | Durchschnittsalter |
| -------------- | ----- | -------- | ----------- | ---------- | ------------------ |
| Boeing 737-400 | 05    |          |             | 165        | 30,6 Jahre         |
| Boeing 737-800 | 28    |          |             | 189        | 18,0 Jahre         |
| Gesamt         | 33    |          |             |            | 19,9 Jahre         |